# Pseudoxypilus hemerobius
Pseudoxypilus hemerobius är en bönsyrseart som beskrevs av Stoll 1788. Pseudoxypilus hemerobius ingår i släktet Pseudoxypilus och familjen Hymenopodidae. Inga underarter finns listade i Catalogue of Life.